# Abdelmajid Bourebbou
Abdelmajid Bourebbou (arab. عبد المجيد بوربو; ur. 16 marca 1951 w Arris) – były reprezentant Algierii w piłce nożnej. Grał na pozycji napastnika w klubach ligi francuskiej. Wystąpił w Mistrzostwach Świata w Piłce Nożnej w Hiszpanii.